# Claude Blanchemaison
Claude Blanchemaison, né le 6 mars 1944 à Loches (37), est un diplomate français.

## Biographie

### Études
Claude Blanchemaison est diplômé d'HEC (1966), de l'Institut d'études politiques de Paris et de l'Université de Paris-Nanterre (sciences économiques). Son mémoire porte sur l'économie de l'éducation.
Il fait partie de la promotion Rabelais de l'École nationale d'administration (1973).

### Carrière
Il entre au ministère des Affaires étrangères en 1973 en tant que secrétaire, puis à l'administration centrale de 1973 à 1978. En 1978, il est nommé premier secrétaire à la représentation permanente de la France auprès des Communautés européennes, à Bruxelles, puis deuxième conseiller au même poste de 1979 à 1989.
En 1982, il devient secrétaire général adjoint pour les questions de coopération économique européenne au SGCI, un service du Premier ministre. En 1985, il est nommé chargé d'affaires en Afrique du Sud et, en 1987-1989, il est sous-directeur d'Extrême-Orient au MAE. Puis de 1989 à 1993, il est ambassadeur de France à Hanoï.
En 1993, Claude Blanchemaison dirige le département d'Europe du Quai d'Orsay, puis celui d'Asie et d'Océanie (fin 1993-mi 1996) . Il est ensuite nommé ambassadeur de France à New Delhi (1996-2000) et succède à Hubert Colin de Verdière au poste d'ambassadeur à Moscou (2000-2003).
En septembre 2003, Claude Blanchemaison est nommé à la tête de la direction générale de la coopération internationale et du développement à Paris. Il est ensuite nommé ambassadeur à Madrid , de janvier 2005 à juin 2007. Il est secrétaire général de la présidence française du Conseil de l'Union européenne en 2008 et prend sa retraite en 2009 . Il représente la France au Conseil des gouverneurs de la Fondation Asie-Europe (Singapour) de 2011 à 2018 et enseigne à Paris dauphine.
À l'occasion de l'élection présidentielle de 2017, il fait partie des 60 diplomates qui apportent leur soutien à Emmanuel Macron. Elu membre de l'académie des sciences d'outre mer en 2017 , il est également consultant pour différents médias dont la chaîne de télévision LCI .

## Distinctions
- Chevalier de la Légion d'honneur, 31 décembre 1992 [20]
- Officier de l'ordre national du Mérite en 2000 [21](chevalier en 1985)
- Officier de l'ordre des Palmes académiques en juillet 2010[22]
- Officier de l'ordre des Arts et des Lettres (23 juillet 2010)[23]

- Ordre de l'Amitié 31 juillet 2003 (Russie)[24]

## Ouvrages
- Claude Blanchemaison, La Marseillaise du général Giap, Paris, Michel de Maule, 2013, 121 p. (ISBN 978-2-87623-525-0)[25]
- Claude Blanchemaison, Réussir vos négociations en Russie, La Plaine-Saint-Denis, AFNOR, 2014, 195 p. (ISBN 978-2-12-465448-2)
- Claude Blanchemaison, Vivre avec Poutine, Editions Temporis, Prix Jacques de Fouchier de l'Académie française [26], Paris, 2018.  (ISBN 978-2-37300-010-8)
- Claude Blanchemaison, L'Inde contre vents et marées, Editions Temporis, Paris, 2021, 314 p.  (ISBN 978-2-37300-021-4)